# Fascículo cuneiforme

Tratos da medula espinhal

O fascículo cuneiforme (trato de Burdach)- situado lateralmente nos segmentos torácicos superiores e da medula espinhal.   É um ramo de nervos na medula espinhal que transmite primariamente informações dos braços.
O fascículo cuneiforme é responsável pela propriocepção do umbigo ao pescoço. 